# Apokalipsa danas
Apokalipsa danas (eng. Apocalypse Now) je američki ratni film redatelja Francisa Forda Coppole iz 1979. Radnja filma odvija se za vrijeme  Vijetnamskog rata, a događaji u filmu su slobodna interpretacija romana Josepha Conrada Srce tame (Heart of Darkness).
Film je doživio dva izdanja: 1979. film je objavljen u originalnoj (kraćoj) verziji jer je trajao predugo po mišljenju filmskog studija United Artists koji je distribuirao film. Godine 2001. Coppola je objavio 49 minuta dužu verziju filma, a ovo drugo izdanje nazvao je Redux. Redateljeva verzija je obuhvatila neke dijelove filma koji se zbog tadašnje političke situacije nisu mogli prikazati. Tako u originalnoj verziji filma nedostaju neka poglavlja: antikolonijalno poglavlje s francuskom obitelji u kojem je kritizirana francuska kolonijalna politika u Vijetnamu. Film je premijerno prikazan u Cannesu pa je ovaj dio morao biti izbačen jer je u Francuskoj to bila tabu tema. Osim ovog poglavlja, zbog dužine filma, izbačene su i scene u kojima Wilardova ekipa krade surferske daske pukovnika Kilgorea (Robert Duvall), scene s Playboyevim ljepoticama i scena u kojoj Kurtz čita članak iz Timea o ratu, okružen kambodžanskom djecom.

## Sadržaj
Apokalipsa danas je imala više verzija s raznim završetcima filma i u produženoj verziji.

### Originalno izdanje (1979.)
Film počinje s prigušenim zvukom helikoptera i slikama eksplodiranih bombi u tropskoj prašumi. Dok svira pjesma The Doorsa The End, priča se prebacuje u hotelsku sobu u Saigonu, gdje se nalazi duboko potreseni satnik američke vojske Benjamin Willard (Martin Sheen) i pije sam. Unatoč Willardovim psihičkim problemima, zapovjednici ga šalju u misiju u udaljenu kambodžansku prašumu da pronađe pukovnika američkih specijalnih snaga, koji se oteo kontroli.
Pukovnik Walter E. Kurtz (Marlon Brando), odlikovani časnik, poludio je i zapovijeda plemenom domorodaca duboko u prašumi u neutralnoj Kambodži. Willardu je zapovjeđeno da preuzme misiju pronalaska Kurtza i dokrajči njegovo zapovijedanje... bez milosti. Willard sazna da je Kurtz sebi prisvojio pravo ratnog zapovjednika te da ga obožavaju lokalni domoroci i njegovi odani ljudi. Osim toga, drugi časnik, Colby, koji je poslan u istu misiju prije Willarda, vjerojatno je postao jedan od njegovih poručnika.
Willard počinje svoj put uzvodno rijekom Nung (koja je izmišljena, pravo ime rijeke je Mekong) na ophodnom čamcu zvanom Erebus, sa šarolikom posadom koju čine: Šef Phillips, tamnoputi mornarički kapetan broda; Lance B. Johnson, preplanuli kalifornijski surfer; Chef, strojovođa i Tyrone, zvan Čisti, 17-godišnji crnac iz neke rupe u Južnom Bronxu.
Ophodni čamac stiže u zonu slijetanja helikoptera, gdje Willard i ekipa upoznaju pukovnika Billa Kilgorea (Robert Duvall), ekscentričnog zapovjednika 9. konjaničke jedinice, malo prije masovne akcije čišćenja osvojenog neprijateljskog grada. Kilgore, strastveni surfer, sprijateljuje se s Johnsonom. Od jednog svog čovjeka, Mikea, saznaje da je plaža uz obalu rijeke Nung savršena za surfanje, zašto ju je i osvojio. Kilgore naređuje svojim ljudima za osvoje grad i plažu. Leteći u helikopteru iznad obale, Kilgore započinje napad na selo. Scena, u kojoj se koristi Wagnerova glazba, završava s vojnicima koji surfaju po nesigurnoj plaži na kojoj se izmjenjuje vatra između Amerikanaca i Vijetkonga. Nakon što su helikopteri uništili svaki vidljivi znak otpora, slijedi napad napalmom u obližnjoj prašumi koji označava vrhunac bitke. Kilgore trijumfalno kaže Willardu: Osjećaš li to? Napalm, sine! Ništa na svijetu ne miriše tako. Volim miris napalma ujutro...
Kako brod nastavlja uzvodno, Willardova opsesija Kurtzom se povećava. Na putovanju se događa nekoliko incidenata: zaustavljanje na vojnoj ispostavi gdje vojnici gledaju show s tri Playboyeve ljepotice; susret s tigrom u prašumi; vijetnamska inspekcija broda koja dovodi do masakra; zaustavljanje kod zadnje američke ispostave, i smrt Čistog i Šefa Phillipsa.
Preživjeli dolaze na Kurtzov logor gdje se susreću s poludjelim fotografom (Dennis Hopper) koji štiti Kurtza, navodeći kako je on veliki čovjek koji ima vrlo dubokoumna filozofska razmišljanja. Willard ostavlja Chefa na brodu i naređuje mu da pozove zračni napad na selo ako se on ne vrati. Willard je doveden pred Kurtza i zatvoren u mračnoj baraci, dok ga Kurtz uči o teorijama rata, humanosti i civilizacija civilizacije. Nakon što Kurtz dobaci Willardu u krilo Chefovu odrubljenu glavu, film se nastavlja u nekoliko nanizanih scena klanja vodenog bivola, dok Willard ubija Kurtza mačetom. Umirući na zemlji, Kurtz šapuće: Užas... užas (navod uzet direktno iz Conradove knjige). Willard prolazi kroz utihnulu gomilu domorodaca, vraća se na brod s Lanceom, otplovljavaju niz rijeku, dok Kurtz ispušta posljednji dah.

### Redux
Godine 2001. Coppola je objavio Apokalipsa danas: Redux u kinima, a malo kasnije i na DVD-u. Ova verzija uključuje 49 minuta materijala koji je morao biti izrezan iz originalnog filma.
Najznačajniji dio koji je ubačen u Redux je antikolonijalno poglavlje o obitelji Marais, vlasnicima plantaže kaučuka, ostatak kolonizacije Francuske Indokine. Ovi dijelovi su izbačeni iz filma 1979., koji je premijerno prikazan u Cannesu, zbog svog kritičkog tona o francuskoj kolonizaciji Vijetnama, što je bila tabu-tema u Francuskoj. U tom dijelu filma, muški članovi obitelji razgovaraju o pozitivnim stranama kolonizacije u  Indokini i osuđuju vojnu izdaju u Prvom indokineskom ratu. U ovoj sceni, Hubert de Marais kaže da su francuski političari žrtvovali cijele bataljune u Dien Bien Phuu, i kaže Willardu da je SAD osnovao Vijetkong kako bi istjerao Francusku iz Vijetnama.
Drugi dodani materijali odnose se na scene bitke prije Willardova susreta s Kilgoreom, smiješna scena u kojoj Willardova posada krade Kilgoreove surferske daske; scena iz nastavka filma s plesom Playboyevih ljepotica, u kojoj se Willardova ekipa zabavlja s ljepoticama dok čekaju evakuaciju jer im je helikopter ostao bez benzina; te scena u kojoj Kurtz čita iz Timea članak o ratu, okružen kambodžanskom djecom.

## Adaptacija
Iako je radnja filma inspirirana knjigom Josepha Conrada Srce tame, film ipak nema puno poveznica s knjigom. Radnja romana, temeljen na stvarnom Conradovom iskustvu, koji je bio kapetan parobroda u Africi, smještena je u Belgijski Kongo tijekom 19. stoljeća. Kurtz i Marlow (koji se u filmu zove Willard) rade za belgijsku trgovačku tvrtku koja brutalno eksploatira afričke domoroce koji rade za nju.
Kad Marlow dolazi na Kurtzovu postaju, otkriva da je Kurtz poludio te da zapovijeda malim plemenom kao njihov bog. Roman završava Kurtzovom smrću na povratku dok pripovjedač razmišlja o tami ljudske psihe: "srce beskrajne tame".
Marlow je u romanu kapetan riječnog broda koji je poslan da natovari bjelokost s Kurtzove postaje, ali postupno postaje zaluđen Kurtzom. U biti, kad otkriva Kurtzovo teško zdravstveno stanje, Marlow ulaže veliki napor kako bi vratio Kurtza kući. U filmu, Willard je ubojica koji je poslan da ubije Kurtza. Unatoč tome, prikaz Kurtza kao božanskog vođe plemena domorodaca i malarije od koje boluje, Kurtzov uzvik "Istrijebite zvijeri!" i njegove posljednje riječi "Užas! Užas!" uzeti su iz Conradova romana.

## Nagrade
- 3 osvojena Zlatna globusa (najbolja režija, sporedni glumac Robert Duvall, glazba) i jedna nominacija (najboji film)
- 2 osvojena Oscara (najbolja fotografija, zvuk) i 6 nominacija (najbolji film, režija, adaptirani scenarij, sporedni glumac Robert Duvall, montaža, scenografija)
- 2 osvojene nagrade BAFTA (najbolja režija, sporedni glumac Robert Duvall) i 6 nominacija (najbolji film, glavni glumac Martin Sheen, glazba, montaža, scenografija, soundtrack)
- Osvojena Zlatna palma u Cannesu

## Pozadina i produkcija
Originalni scenarij napisao je John Milius kasnih šezdesetih. Miliuis je tvrdio da ga je inspirirao profesor filma koji je spomenuo da nitko nije uspješno adaptirao Conradovu knjigu Srce tame, unatoč pokušajima legendarnih redatelja Orsona Wellesa i Richarda Brooksa. Ironično, scenarij je bio povjeren poznatom desničaru Miliusu, koji je zamislio naslov kao cinični odgovor na ljevičarski hipijevski slogan "Nirvana Now!", a u njegovu originalnom scenariju nalazilo se nekoliko Kurtzovih govora u kojima uzdiže vrline borbe i ratnički način života.
Film je trebao režirati George Lucas, koji je bio Coppolin suradnik u studiju American Zoetrope. Coppola je Zoetrope zamislio kao alternativu velikim holivudskim studijima koji bi davao podršku filmskim diplomcima koji su poslije postali poznati po kolokvijalnom nazivu "filmska djeca". Vijetnamski rat još je bio aktivan, a film se trebao snimati u samom Vijetnamu. Warner Bros., koji je imao ugovor sa Zoetropeom, odbio je financirati projekt zbog komercijalnih razloga i straha da će filmska ekipa poginuti na terenu na kojem se odigrava rat. Lucas je tvrdio da su on, studio i njegovi kolege nazvale projekt luđačkim. Nakon što je Lucas postigao uspjeh s filmom Američki grafiti, Coppola je odlučio sam snimiti film. Odluka je prouzročila neke poteškoće u njihovu odnosu. Coppola je odlučio da će financirati film svojim vlastitim sredstvima, novcem koji je zaradio od dva Kuma i onim koji podigne u banci na kredit, kako bi zadržao umjetničku slobodu u svojim rukama.
Coppola je također prepravio scenarij kako bi ostvario svoju viziju. Izbacio je Miliusove macho dijaloge te promijenio kraj filma. U Miliusovu originalnom scenariju na kraju se Kurtz i Willard udružuju u borbi protiv američkog zračnog napada na Kurtzov logor. Logor je uništen u masovnom zračnom napadu, a Kurtz umire od zadobivenih rana dok ga gleda Willard. Coppola je odbacio ovaj kraj opisujući ga kao karikaturalan. Kraj filma je prepravljen još nekoliko puta tijekom produkcije, a Marlon Brando kao Kurtz je dosta improvizirao. Priču je prilagodio Michael Herr, koji je kao dopisnik iz Vijetnama napisao knjigu Dispatches.
Na Apokalipsi danas Coppola je prvi put radio sa snimateljem Vittorijom Storarom, koji je radio na nekoliko fimova Bernarda Bertoluccija.
Film je sniman na Filipinima, a snimanje je postalo legendarno zbog dužine i poteškoća tijekom snimanja; snimanje je trajalo toliko dugo, da su kritičari počeli pisati o filmu kao "Apokalipsa kad?". Film je premašio budžet i raspored zbog nekoliko razloga. Tajfun je uništio mnoge setove, koji su morali biti ponovno sagrađeni, za što je bilo potrebno još novca. Za snimanje scena o napadu helikopterske jedinice pukovnika Kilgorea, korišteni su helikopteri filipinskih zračnih snaga, što je prouzročilo nove poteškoće jer je filipinski predsjednik Ferdinand Marcos tražio helikoptere za pravu borbu protiv pobunjenika u svojoj zemlji.
Glavnu ulogu ubojice na zadatku trebao je igrati Harvey Keitel, ali je zamijenjen dva tjedna nakon početka snimanja. Keitelove scene ponovno su snimljene, ovaj put s Martinom Sheenom, koji je pretrpio srčani udar tijekom snimanja, a imao je i problema s alkoholom. Sheen je 2006. izjavio da je uvodna scena bila u potpunosti improvizirana, da je pio cijeli dan prije snimanja, a da je ogledalo razbio slučajno. Kad je počeo krvariti, Coppola je htio zaustaviti snimanje, ali je Sheen inzistirao da se nastavi. Njegov oporavak potrajao je tjednima, tijekom kojih je film bio u opasnosti da se otkaže. Budući da ima sličnu pojavu i glas, Sheenov brat Joe Estevez, zamijenio ga je u nekim dugim scenama.
Marlon Brando pojavio se na setu predebeo, iako je njegov lik opisan kao bolestan i mršav. Odbio je naučiti svoje rečenice te nije pročitao knjigu Srce tame, kao što je zahtijevao Coppola. Većina Brandovih scena moralo je biti improvizirano, unatoč kratkom vremenu u kojem je glumac bio dostupan.
Ostala je slavna Coppolina izjava: "Imali smo previše novca, previše opreme, a malo pomalo smo poludili." Redatelj se morao suočiti s bankrotom i financijskom propašću ako se film ne završi ili se snimanje prekine; njegov osobni ulog i bizarne produkcijske okolnosti stvorili su mu ogromni pritisak.
Montaža filma potrajala je više od godinu dana, ponajviše zbog zahtjevne opreme za montažu, koju je nabavio sam Coppola. Prvotna gruba verzija nakon montaže trajala je više od pet sati i morala se kratiti više puta. Trosatna verzija prikazana je na filmskom festivalu u Cannesu, gdje je film dobio Palme D'Or za najbolji film. Na konferenciji za novinare dao je svoj legendarni komentar: "Moj film ne govori o Vijetnamu, to je Vijetnam."
Originalna verzija filma bila je malo duža od dva i pol sata, te je ostvarila uspjeh u kinima u SAD-u i u inozemstvu. Navodno je film zaradio preko 100 milijuna dolara.
Coppola je 2001. objavio dužu verziju filma, nazvanu Apokalipsa danas Redux. Novi materijal nadzirao je Vittorio Storaro, koji je upotrijebio vlastitu tehniku remastiranja kako bi pripremio film za objavu.
Katastrofalna produkcija filma nažalost je postala simbol opasnosti preuzimanja redatelja većeg dijela produkcije. Snimanje je ostavilo mentalne i emocionalne posljedice na sve koji su sudjelovali na snimanju, ponajviše na Coppolu. Za mnoge filmofile, Apokalipsa danas je zadnji Coppolin veliki uradak, čiji kasniji radovi nisu ispunili očekivanja njegovih obožavatelja.

## Kontroverze
Jedna od najkontroverznijih scena u filmu je klanje vodenog bivola na kraju filma. U stvari, to je bila snimka pravog klanja, koje su izvršili lokalni domoroci. Coppola je smatrao da će taj ritual žrtve dodati dubinu i realnost filmu. Iako je to bila američka produkcija, scene poput ove na Filipinima nisu bile kažnjive niti nadgledane. Ipak, nakon istrage, Američko humanističko udruženje dalo je filmu "neprihvatljivu" ocjenu.

## Vanjske poveznice
- Apokalipsa danas u internetskoj bazi filmova IMDb-a
- Filmsite.org
- Online scenarij
- Recenzije na Rotten-tomatoes.com
- Veliki filmovi Rogera Eberta  Arhivirana inačica izvorne stranice od 16. prosinca 2008. (Wayback Machine)